# 韋恩鎮區 (印地安納州蒙哥馬利縣)
韋恩鎮區（英語：Wayne Township）是位於美國印地安納州蒙哥馬利縣的一個行政鎮區。

## 地方資料
根據2010年美國人口普查的數據，韋恩鎮區的面積為94.20平方千米，當中陸地面積為94.20平方千米，而水域面積為0.00平方千米。當地共有人口1590人，而人口密度為每平方千米16.88人。